# Gədəzeyxur
Gədəzeyxur è un comune dell'Azerbaigian situato nel distretto di Qusar. Conta una popolazione di 2 225 abitanti.